# Sai tenere un segreto?
Sai tenere un segreto? (Can You Keep a Secret?) è un romanzo di genere chick lit pubblicato nel 2003 della scrittrice britannica Sophie Kinsella.

## Trama
Emma Corrigan è una ragazza come le altre. Lavora come assistente marketing per un'importante azienda. Durante un viaggio, l'aereo sul quale stava viaggiando rischia di precipitare e, senza rendersene conto, Emma inizia a raccontare tutti i suoi segreti (anche quelli più intimi) all'uomo che le è seduto accanto. Quell'uomo, poi, si rivelerà colui che le paga lo stipendio, Jack, fondatore dell'azienda. Emma, imbarazzatissima, cercherà inutilmente di evitarlo, ma, sotto le sue continue attenzioni, lascerà il suo ragazzo per uscire con lui. La coppia però inizierà subito a vacillare per una serie di incomprensioni e situazioni un po' ambigue. Sembra tutto destinato al peggio quando lui racconta in una intervista tutti i segreti di lei. Tutto però si risolve al meglio ed Emma potrà finalmente vivere la storia d'amore che aveva sempre sognato, al fianco di Jack.

## Personaggi principali
- Emma Corrigan: È una ragazza molto impulsiva, che spesso si accorge di non sapere con esattezza cosa vuole nella vita. Non ha molti soldi; per questo non si vergogna di inventarsi un curriculum per essere assunta come assistente marketing da una rinomata multinazionale, e acquistare vestiti e borse di seconda mano. Ha un rapporto molto conflittuale con la cugina Kerry, che da bambina aveva perso i genitori e così tentava sempre di compiacere i genitori di Emma meglio di lei. Al termine della storia, però, oltre che conquistare un ragazzo affascinante, riuscirà ad avere la sua rivincita sulla cugina e inizierà, per la prima volta, a credere pienamente in se stessa.
- Jack Harper: Jack è il co-proprietario della Panther, un'azienda che produce bibite sportive e articoli maschili. È un uomo affascinante, con occhi e capelli scuri e un'ombra di barba sulle guance. Si sentirà immediatamente attratto da Emma Corrigan, per questo cercherà in tutti i modi di conquistarla. Nello svolgersi della storia si rivelerà un uomo gentile, romantico, pieno di umorismo; ma dietro il suo volto gentile nasconde molti segreti...
- Connor: è il fidanzato della protagonista (all'inizio del libro). Ha i capelli biondi e gli occhi azzurri; ma sarà proprio questa sua perfezione esteriore a spingere Emma Corrigan, a ritenerlo la versione in carne e ossa di Ken (compagno di Barbie), privo di veri sentimenti. Nei confronti della Phanter, azienda in cui lavora insieme alla fidanzata, si rivela un dipendente modello, pronto a fare qualsiasi cosa per ottenere una promozione e per il benessere della multinazionale stessa.
- Lissy, la migliore amica: È un avvocato molto intelligente, a volte timida e impacciata, con l'hobby della danza. Ha sempre una parola di conforto per Emma e, abbastanza spesso, soffre di un'insistente crisi di inferiorità, che la porta a sottovalutare le sue capacità e il suo aspetto fisico. Sarà anche grazie a lei, che Emma riuscirà a chiarire molte difficoltà con Jack Harper, specialmente nella fase finale del romanzo.

## Adattamento cinematografico
Nel 2019 è stato distribuito l'omonimo adattamento cinematografico del romanzo, diretto da Elise Duran e interpretato da Alexandra Daddario e Tyler Hoechlin.

## Edizioni
- Sophie Kinsella, Sai Tenere un segreto?, traduzione di Annamaria Raffo, Arnoldo Mondadori Editore, 2003, ISBN 978-88-04-54769-3.

- Sophie Kinsella, Sai Tenere un segreto?, traduzione di Annamaria Raffo, Oscar Bestsellers, Arnoldo Mondadori Editore, 2004, ISBN 978-88-04-54769-3.